# Eballistra brachiariae
Eballistra brachiariae är en svampart som först beskrevs av Viégas, och fick sitt nu gällande namn av R. Bauer, Begerow, A. Nagler & Oberw. 2001. Eballistra brachiariae ingår i släktet Eballistra och familjen Eballistraceae.   Inga underarter finns listade i Catalogue of Life.